# Gil Bellows
Gil Bellows (Vancouver, 28 de junho de 1967) é um actor, que participou e teve um importante papel na famosa série Ally McBeal, no filme The Shawshank Redemption e no filme francês Duelo de bruxos.